# Alois Schönburg-Hartenstein
Alois kníže Schönburg-Hartenstein (německy Eduard Alois Maria Alexander Konrad Fürst von Schönburg-Hartenstein; 21. listopadu 1858 Karlsruhe – 20. září 1944 Hartenstein) byl rakousko-uherský generál, politik a velkostatkář. V roce 1879 vstoupil do c. k. armády, sloužil u různých posádek, byl důstojníkem generálního štábu a také pobočníkem císaře Františka Josefa, uplatnil se též jako diplomat. Jako dědic knížecího titulu byl místopředsedou rakouské Panské sněmovny (1903–1918), proslul také svými aktivitami v Mezinárodním červeném kříži. Za první světové války znovu sloužil ve vojsku a byl postupně velitelem několika armádních sborů. Vyznamenal se na italské frontě a v roce 1918 dosáhl hodnosti generálplukovníka. Byl rytířem Řádu zlatého rouna a nositelem Řádu Marie Terezie. Ve veřejném životě byl aktivní i po rozpadu monarchie a v roce 1934 byl rakouským ministrem obrany. Kromě rodového dědictví v Německu byl také majitelem velkostatků na Moravě. 

## Životopis

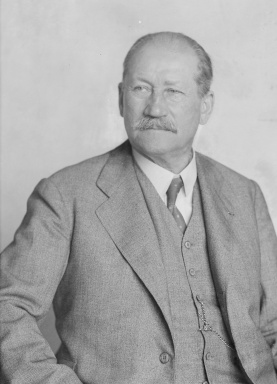

Pocházel ze staré šlechtické rodiny Schönburg-Hartensteinů, narodil se jako starší syn knížete Alexandra Schönburg-Hartensteina (1826–1896) a jeho manželky Karolíny, rozené princezny z Lichtenštejna (1836–1885). Do školy chodil na Jezuitské gymnázium v Kalksburgu a na Skotském gymnázium ve Vídni, vojenskou průpravu získal na kadetní škole v Drážďanech. Po návratu do Rakouska nastoupil ke 14. dragounskému pluku v hodnosti poručíka. V letech 1884-1886 absolvoval Válečnou školu (K.u.k. Kriegschule) ve Vídni. Od roku 1886 byl štábním důstojníkem generálního štábu a v letech 1891-1893 působil v evidenční kanceláři. Pak sloužil dva roky u 2. dragounského pluku. Od listopadu 1895 do listopadu 1897 byl vojenským atašé, respektive vojenským zplnomocněncem (Militär-Bevollmächtigter) na rakousko-uherském velvyslanectví v Berlíně., v té době byl také jedním z pobočníků císaře Františka Josefa. Po návratu z Německa dočasně opustil vojenskou službu a žil ve Vídni, uplatnil se ale jako předseda Rakouského Červeného kříže (1899–1913) a v letech 1903–1918 byl také místopředsedou rakouské Panské sněmovny. V roce 1909 byl povýšen do hodnosti generálmajora.

### První světová válka
Do aktivní vojenské služby vstoupil znovu na začátku první světové války a k datu 26. října 1914 byl povýšen do hodnosti polního podmaršála. V roce 1914 se účastnil bitvy u Zloczowa v 11. armádním sboru 3. armády. Ve svazku 14. armádního sboru se vyznamenal v prosinci 1914 v bitvě u Limanowa–Lapanowa, kde se svou brigádou zabránil 3. ruské armádě ve vstupu do Slezska.
Od 26. prosince 1914, respektive od ledna 1915 převzal velení 6. pěší divize. S tou byl nasazen v rámci 3. armády v Karpatech a u Nadvorna na frontě u Dněstru. Koncem dubna 1915 převzal krátkodobě velení nad sborem Ljubičić, který byl přejmenován na sbor Schönburg. V červnu 1915 byla jeho divize převelena do Doberetze v Bukovině a zde se bránil útokům 9. ruské armády. V listopadu 1915 opustil sbor Schönburg ruskou frontu a následoval 6. pěší divizi do Itálie. V 5. bitvě na Soči byly jeho jednotky nasazeny u San Martino. V Červenci 1916 převzal velení nad 20. armádním sborem a k datu 1. srpna 1916 byl povýšen do hodnosti generála jezdectva. Od ledna do srpna 1917 velel XIV. armádnímu sboru se kterým bránil Jižní Tyrolsko. Od 22. srpna 1917 velel 4. armádnímu sboru na sočské frontě. V polovině října 1917 odvrátil italské útoky na Monte San Gabriele. V listopadu 1918 byl povýšen na generálplukovníka a historicky se stal posledním nositelem této vojenské hodnosti v rakousko-uherské armádě.
V roce 1918 byl 16. listopadu novým vedením státu (kancléř Karl Renner) propuštěn z armády a 1. prosince 1918 byl penzionován.

### První Rakouská republika
I po rozpadu monarchie zůstal aktivní ve veřejném životě, předsedal několika katolickým spolkům a zasedal také ve správních radách různých bank a průmyslových podniků. Do politiky se vrátil v září 1933, kdy byl jmenován státním tajemníkem na ministerstvu obrany, nakonec ve druhé Dollfusově vládě působil od 12. března 1934 do 10. července jako ministr obrany. Za Rakouské občanské války (1934) byl zodpovědný za nasazení armády. Po rezignaci na funkci ministra zůstal členem státní rady a až v roce 1936 odešel do ústraní. 

## Tituly a ocenění
Od narození užíval titul dědičného prince, po otci v roce 1896 zdědil titul kníže s nárokem na oslovení Jasnost (Durchlaucht). V té době pobýval na diplomatické misi v Berlíně a až po návratu z Německa byl v roce 1897 jmenován dědičným členem rakouské Panské sněmovny. Od roku 1883 byl c. k. komořím a v roce 1899 získal titul c. k. tajného rady s nárokem na oslovení Excelence. Jako příslušník nejvyšší šlechty a nově jmenovaný místopředseda Panské sněmovny získal v roce 1903 Řád zlatého rouna. Řadu dalších ocenění získal během své vojenské kariéry nejen v Rakousku, ale i od zahraničních panovníků. Přesah do zahraničí měla i jeho funkce prezidenta Rakouského červeného kříže a v roce 1907 získal ocenění od ruského Červeného kříže za aktivity během rusko-japonské války (1904–1905). V roce 1927 při poslední řádové promoci získal komandérský kříž Řádu Marie Terezie zpětně za zásluhy v bojích první světové války.

### Rakousko-Uhersko
- Válečná medaile (1879)
- rytíř Leopoldova řádu (1897)
- Jubilejní pamětní medaile (Rakousko) (1898)
- Vojenský jubilejní kříž (1908)
- velkokříž Leopoldova řádu (1912)
- Vyznamenání za zásluhy o Červený kříž s válečnou dekorací (1914)
- Řád železné koruny II. třídy (1914)
- Vojenský záslužný kříž II. třídy s válečnou dekorací (1915)
- Řád železné koruny I. třídy s válečnou dekorací (1915)
- komandér Řádu Marie Terezie (1927)

### Zahraničí
- Řád nizozemského lva (Nizozemsko, 1891)
- Řád pruské koruny III. třídy (Německo, 1892)
- rytíř Řádu Albrechtova (Sasko, 1896)
- Řád červené orlice III. třídy (Německo, 1896)
- Řád pruské koruny II. třídy (Německo, 1896)
- Řád dubové koruny (Lucembursko, 1896)
- Řád zähringenského lva (Bádensko, 1897)
- Řád pruské koruny I. třídy (Německo, 1897)
- rytířský kříž Řádu svatého Alexandra Něvského (Rusko, 1907)
- Železný kříž II. stupně (Německo, 1915)
- Železný kříž I. stupně (Německo, 1916)

## Rodina
Oženil se ve Vídni 23. dubna 1887 s hraběnkou Johanou z Colloredo-Mansfeldu (27. 7. 1867 Dobříš – 26. 8. 1938 Brno), dcerou ministra zemědělství hraběte Hieronyma Mannsfelda. Johanna byla později c. k. palácovou dámou, dámou Řádu hvězdového kříže a čestnou dámou Maltézského řádu. Měli spolu sedm dětí:
- 1. Alexandr (1888 Wolfsthal – 1956 Vídeň), 5. kníže ze Schönburgu-Hartensteinu
  - ⚭ (1913) Agáta princezna z Auerspergu (1888 Goldegg, Salcbursko – 1973 Vídeň)
- 2. Jeroným (1889 Prešpurk – 1914 Bad Vöslau)
- 3. Aglaë (1891 Prešpurk – 1965 Erlangen)
  - ⚭ (1924) kníže František Josef Hohenlohe-Schillingsfürst (1894 Štýrský Hradec – 1970 Schillingsfürst, Bavorsko)
- 4. Karolína Františka (1892 Dobříš – 1986 Vídeň)
  - ⚭ I. (1919) baron Konstantin Alexandr von Economo (1876 Brăila – 1931 Vídeň), psychiatr a neurolog, profesor na Vídeňské univerzitě
  - ⚭ II. (1945) Hermann Oberhummer (1888 Lambach – 1963 Salcburk)
- 5. Marie Terezie (1896 Berlín – 1979 Klosterneuburg)
  - ⚭ (1920) hrabě Alexandr (Sándor) Kálnoky z Köröspataku (1888 Stockerau – 1965 Vídeň)
- 6. Markéta (1897 Vídeň – 1980 Vídeň)
  - ⚭ (1921) Alain Rohan (1893 Sychrov – 1976 Vídeň), kníže de Rohan, 13. vévoda z Montbazonu a Bouillonu, pair Francie, 14. kníže de Guemene, kníže de Rochefort a Montauban, JUDr., hlava rodu Rohanů od roku 1914 až do své smrti, do roku 1945 vlastník zámku Sychrov
- 7. Isabela (1901 Miletín – Hall in Tirol)
  - ⚭ I. (1931) baron Nikolaus von Wyneken, rozvedli se roku 1933
  - ⚭ II. (1937) Georges Zafiropoulo (1909 Marseille – 1993)

Díky sňatku měl příbuzenské vazby na řadu významných osobností, jeho švagry byli významný velkostatkář v Čechách kníže Josef Colloredo-Mannsfeld (1866–1957) nebo námořní důstojník Hieronymus Colloredo-Mannsfeld (1870–1942). Přes manželku byl spřízněn také s rodinou Trauttmansdorffů. Další vlivné rodinné kontakty měl také díky matce z rodu Lichtenštejnů, jeho strýci byli kníže Jan II. z Lichtenštejna (1840–1929), kníže František I. z Lichtenštejna (1853–1938), předseda Panské sněmovny hrabě Ferdinand Trauttmansdorff (1825–1896), nejvyšší maršálek Českého království kníže Jiří Kristián z Lobkowicz (1835–1908) nebo kníže Adolf Josef ze Schwarzenbergu (1832–1914). 
Jeho mladší bratr princ Johann Schönburg-Hartenstein (1861–1937) působil v diplomacii a v letech 1911–1918 byl rakousko-uherským velvyslancem ve Vatikánu. Od Aloise převzal správu velkostatků v Čechách a nakonec se usadil na zámku Červená Lhota. Jejich sestra Františka (1857–1926) byla manželkou hraběte Evžena Černína z Chudenic (1851–1925). 

## Majetek
Jako nejstarší syn byl dědicem velkostaků v Německu s nejstarším rodovým sídlem Hartenstein. Vlastnil také majetek v Čechách (Miletín, Červená Lhota). České statky přenechal v roce 1897 mladšímu bratru Johannovi. V roce 1905 koupil za 730 000 korun velkostatek Královo Pole (dnes součást Brna). K velkostatku patřilo přes 2 000 hektarů půdy a několik průmyslových podniků, přes dílčí ztráty během pozemkové reformy si tento majetek udržel až do druhé světové války. V meziválečném období rodina na Moravě příležitostně pobývala, což dokládá fakt, že v Brně zemřela Aloisova manželka v roce 1938.